# 细小皿蛛
细小皿蛛（学名：Microlinyphia pusilla）为皿蛛科小皿蛛属的动物。分布于美国、加拿大、北非、喀什米尔、日本以及中国大陆的新疆、甘肃、内蒙古等地，常栖息于胡杨林带、果园草丛或麦田、稻田。